# Ultimate Ultimate 1996
UFC: The Ultimate Ultimate 2 (noto anche come Ultimate Ultimate 1996 o UFC 11.5) era un evento di arti marziali miste tenuto dall'Ultimate Fighting Championship il 7 dicembre 1996. L'evento ha avuto luogo alla Fair Park Arena di Birmingham, Alabama, ed è stato trasmesso in diretta su pay-per-view negli Stati Uniti e pubblicato su home video.

## Retroscena
La carta prevedeva un torneo da otto uomini con due incontri alternati, ed era il secondo torneo "Ultimate Ultimate" dell'UFC, organizzato per trovare il migliore dei vincitori e dei secondi classificati dei passati eventi UFC. Questo evento è stato il primo a introdurre la regola del "divieto di afferrare la recinzione".
Ken Shamrock è apparso come ospite in Late Night with Conan O'Brien sulla rete mainstream NBC per promuovere l'evento, un momento rivoluzionario per il giovane sport del arti marziali miste.
Il campione di UFC 10 e UFC 11 Mark Coleman era originariamente previsto per competere nel torneo, ma è stato costretto a ritirarsi dall'evento a causa di un virus.
L'Ultimate Ultimate 1996 segnò anche l'apparizione finale del membro della Hall of Fame dell'UFC Ken Shamrock prima di lasciare l'UFC per andare alla World Wrestling Federation. Shamrock non sarebbe tornato nell'UFC fino al 2002 all'UFC 40.
L'evento sarebbe anche l'ultima volta che Don Frye ha combattuto nell'UFC, poiché sarebbe anche passato al wrestling professionistico, firmando con il New Japan Pro-Wrestling. Mark Hall, che Frye ha sconfitto in semifinale, avrebbe poi affermato che Don Frye e l'allenatore Robert DePersia erano entrati nel suo spogliatoio durante il torneo e lo avevano convinto a perdere l'imminente semifinale dei due combattenti. Hall dice che dal momento che Tank Abbott era già avanzato alla finale dopo due vittorie relativamente facili, Frye – che aveva già registrato undici minuti di gabbia quella notte – voleva risparmiare le sue energie per la partita di campionato. Poiché aveva già subito due sconfitte contro Frye all'inizio della sua carriera (e quindi probabilmente non avrebbe vinto comunque) e DePersia lasciava intendere che dire di no avrebbe avuto un impatto disastroso sul suo futuro, Hall dice di aver accettato con riluttanza di accettare la trama. Frye ha vinto per sottomissione per achilles lock in venti secondi. L'arbitro John McCarthy scrisse in seguito nella sua autobiografia Let's Get It On!:

## Risultati
- Eventuale ripescaggio nel torneo:  Tai Bowden contro  Jack Nilson

Bowden sconfisse Nilson per sottomissione (testate) a 4:46.
- Eventuale ripescaggio nel torneo:  Steve Nelmark contro  Marcus Bossett

Nelmark sconfisse Bossett per sottomissione (strangolamento) a 1:37.
- Eventuale ripescaggio nel torneo:  Mark Hall contro  Felix Mitchell

Hall sconfisse Mitchell per KO Tecnico (pugni) a 1:45.
- Quarti di finale del torneo:  Kimo Leopoldo contro  Paul Varelans

Leopoldo sconfisse Varelans per KO Tecnico (stop dall'angolo) a 9:08. Leopoldo non poté continuare il torneo causa sfinimento e venne sostituito da Mark Hall.
- Quarti di finale del torneo:  Don Frye contro  Gary Goodridge

Frye sconfisse Goodridge per sottomissione (sfinimento) a 11:19.
- Quarti di finale del torneo:  David Abbott contro  Cal Worsham

Abbott sconfisse Worsham per sottomissione (pugni) a 2:51.
- Quarti di finale del torneo:  Ken Shamrock contro  Brian Johnston

Shamrock sconfisse Johnston per sottomissione (strangolamento) a 5:48. Shamrock non poté continuare il torneo a causa della frattura di una mano e venne sostituito da Steve Nelmark.
- Semifinale del torneo:  Don Frye contro  Mark Hall

Frye sconfisse Hall per sottomissione (achilles lock) a 0:20.
- Semifinale del torneo:  David Abbott contro  Steve Nelmark

Abbott sconfisse Nelmark per KO (pugno) a 1:03.
- Finale del torneo:  Don Frye contro  David Abbott

Frye sconfisse Abbott per sottomissione (strangolamento da dietro) a 1:22 e vinse il torneo Ultimate Ultimate 1996.